# Gehad Grisha
Gehad Zaglol Grisha (en arabe : جهاد زغلول جريشة), né le 29 février 1976, est un arbitre égyptien de football.

## Carrière
Il devient arbitre de la FIFA en 2008. Il sert comme arbitre lors des éliminatoires du second tour CAF pour la Coupe du Monde 2014, à la Coupe d'Afrique des nations 2013 et à la Coupe d'Afrique des nations 2015.
Il est sélectionné pour arbitrer lors de la Coupe du monde de football de 2018.